# Good Luck Girl!
Binbō-gami ga! (яп. 貧乏神が！ Бимбо:гами-га!) — манга Ёсиаки Сукэно, публикующаяся с 2008 года. В 2012 году вышла аниме-адаптация манги.

## Сюжет
Главная героиня, Итико Сакура, с рождения наделена умом, красотой и удачей. Причина этому — аномальное количество её энергии счастья. Более того, сама того не осознавая, Итико вытягивает эту энергию из окружающих её людей, присваивая себе их счастье. Дабы разобраться с этой проблемой, боги посылают на Землю богиню несчастий, Момидзи. Её задача — либо отобрать у Сакуры её энергию счастья, либо убедить девушку делиться своим счастьем с другими. Однако единственный, кого ценит Сакура — это её дворецкий, а на судьбу всех остальных людей ей наплевать.

## Персонажи
Итико Сакура (яп. 桜 市子 Сакура Итико) — главная героиня. Обладает способностью поглощать чужую энергию счастья, которая дает ей красоту и удачу. Тот факт, что её счастье получено ценой бед окружающих людей, её абсолютно не беспокоит. Единственный, кого она ценит — её дворецкий, заменивший ей семью. По мнению Момидзи, если бы Итико проявляла к остальным людям хоть крупицу счастья, выпадающего на долю дворецкого, вмешательство богинь не потребовалось бы. При всех людях держит фальшивый имидж милой и доброй девушки, хотя на самом деле очень вспыльчивая и эгоистичная. Несмотря на всё это, когда возникает ситуация угрозы жизни человека, она готова рисковать жизнью ради его спасения. Впоследствии, под влиянием пережитых приключений, а также растущего количества друзей, в том числе крепнущей дружбы с Момидзи, меняется в лучшую сторону. По мнению Бобби, энергия Итико очень похожа на силу Аматэрасу.
Сэйю: Кана Ханадзава
Момидзи (яп. 紅葉 Момидзи) — главная героиня, богиня бедноты и несчастий или нищебог, посланная, дабы разобраться с Итико. Тщетно пытается забрать энергию счастья Итико или убедить её делиться своим счастьем с окружающими людьми. Очень спокойная, пофигистичная (в чём признаётся во 2 серии) и до ироничности прямолинейная, хотя если выходит из себя, то начинает рушить всё вокруг. Комплексует из-за маленькой груди, над чем часто смеётся Итико. Носит обычно старую, потрёпанную одежду.
Сэйю: Юми Утияма
Бобби (яп. 懋琵威 Боби:) — чёрный монах и экзорцист, приехал из Америки в Японию, чтобы охотиться на злых духов. Он пришёл в город, где происходит главное действие, из-за внезапного скопления негативной энергии. Он даёт Итико специальный меч и костюм для борьбы с Нищебогом. Обожает девушек с большой грудью, но несмотря на собственную извращенность обладает большой духовной энергией, позволяющая ему не только видеть духов, но контактировать с ними.  В следующих сериях следит за Итико.
Сэйю: Ёсихиса Кавахара
Кэйта Цувабуки (яп. 石蕗 恵汰 Цувабуки Кэйта) — одноклассник Итико. Всё время спит на уроках. Очень бедный и много работает. Его родители повязли в долгах и сбежали. Теперь Кэйта как старший член семьи должен прокармливать своего брата и сестёр. Итико хотела встречаться с ним, но увидев, как он живёт, и не сойдясь во взглядах на деньги, бросила эту затею. Впрочем, в дальнейшем их отношения начинают меняться к лучшему. 
Сэйю: Коки Утияма
Рюта Цувабуки (яп. 石蕗 龍汰 Цувабуки Рю:та) — младший брат Кэйты. Весёлый и жизнерадостный парень. Он коллекционирует игровые карточки. После конфликта Итико и его семьи насчёт денег решает игнорировать Итико. Та, решив втереться в доверие, дарит ему карточку, после чего Рюта меняет своё мнение о девушке. Он называет Итико — Титико (из-за большой груди), та всегда входит в ярость из-за этого. Чуть не утонул в канализации, но Итико его спасла.
Сэйю: Асами Симода
Момо — питомец Момидзи, демон-пес и мазохист. При получении удовольствия от издевательств девушек превращается в человека.
Раммару Риндо (яп. 龍胆 嵐丸 Риндо: Раммару) — девушка, впоследствии ставшая подругой и одноклассницей Итико. Отец воспитывал её как мальчика, так как хотел, чтобы она возродила его школу боевых искусств. Благодаря воспитанию выглядит и ведет себя, как мужчина. Всегда готова помочь слабым или обиженным. Влюблена в Кэйту.
Сэйю: Харука Томацу

## Медиа-издания

### Манга
Оригинальная манга Ёсиаки Сукэно публикуется с июля 2008 года в журнале сёнэн-манги Jump Square.

### Аниме
Главным режиссёром аниме-адаптации выступил Фудзита Ёити, знаменитый своей режиссёрской работой над вторым сезоном «Гинтамы». Музыку писал известный игровой композитор Масаси Хамаудзу. Открывающая вокальная композиция «Make My Day!» записана поп-исполнителем Pico, закрывающая песня «Koi Boudou» — женским дуэтом HAPPY BIRTHDAY.

#### Список серий
| 01 | Да, пожалуй, ты богиня, вот только не нужды, а плоскодонок. «Kami wa Kami demo Binbō-gami ja nakute Hinnyū-Gami no Machigai ja nai no?» (神は神でも貧乏神じゃなくて貧乳神の間違いじゃないの?)                                                                 | 4 июля 2012      |
| Главная героиня — Итико — богата, красива и популярна. Однако всё её счастье держится на том, что она вытягивает энергию счастья из окружающих людей. Дабы разобраться с этим, боги посылают на землю Момидзи — богиню бедноты и невезения. Несмотря на объяснения Момидзи, Итико не хочет что-либо менять. И вскоре энергия счастья её дворецкого падает настолько, что он оказывается в больнице. Дабы его спасти Итико обманом заставляет Момидзи помочь ей передать свою энергию больному. Однако вскоре бо́льшая часть энергии вновь поглощается Итико. Дабы история не повторилась, героиня увольняет дворецкого. | |                  |
| 02 | Грядёт битва между богом и девушкой!.. типа того. «Kore zo Masani "Kami to Shōjo no Tatakai ga Ima, Hajimaru..." tte Kanji ne♥» (これぞまさに『神と少女の戦いが今、始まる――』って感じネ♥)                                                                     | 11 июля 2012     |
| Дабы получить больше возможностей забрать энергию счастья, Момидзи переводится в ту же школу, что и Итико. Вскоре Итико встречает монаха, привлечённого негативной энергией Момидзи. Он даёт героине меч позволяющий материализовывать её энергию счастья в форме зверей китайского зодиака. Момидзи также пытается материализовать свою энергию. Однако проигрывает, так как её слуги получаются ленивыми и не способными защитить хозяйку. | |                  |
| 03 | «Засунь свой приказной тон знаешь куда!»/«Куда?!» «Omae ni Meirei Sareru no wa Nanka Haratatsu!!! / Nanka tte Nani!!?» (お前に命令されるのはなんか腹立つ!!!／なんかって何!!?)                                                                                 | 18 июля 2012     |
| Проходит месяц с начала истории. Итико решает найти себе парня и её выбор падает на Кэйту Цувабуки. Однако оказывается, что он беден и не разделяет эгоистичные воззрения Итико. Дабы заставить Кэйту извиниться перед ней, Итико решает сблизиться с его младшим братом и ради этого покупает ему редкую карточку. Однако мальчик роняет карточку в канализацию и, пытаясь её вытащить, оказывается в смертельной опасности. Ради его спасения Итико соглашается использовать свою энергию счастья. | |                  |
| 04 | Что-то он усох! «Chijindōru ya nāi ka!» (縮んど～るやな～いか！) | 25 июля 2012     |
| Момидзи призывает слугу Момо, который умеет перевоплощаться в щенка, и просит его втереться в доверие к Итико, чтобы украсть её удачу. Момо удаётся попасть в дом к Итико, но попытки забрать энергию счастья постоянно проваливаются. Позже он замечает привязанность Итико к дворецкому Сувано и понимает, что она не настолько бессердечна, как её описывала Момидзи. Момо на время оставляет попытки украсть удачу, пока Итико не раскрывает его сущность. | |                  |
| 05 | Ну и кто теперь плоскодонка? А? А? А?! «Docchi ga Hinnyū nanokana~? Un? Un!? Un!!?» (どっちが貧乳なのかな～? ん? ん!? ん!!?) | 1 августа 2012   |
| Момидзи вызывает Таро Урасиму (здесь: божество с телом черепахи) и просит его найти «шкатулку старости», которая бы состарила Итико и сделала её беспомощной. Таро по ошибке приносит «шкатулку молодости», и впоследствии, открыв её, Итико превращается в маленькую девочку. Спасаясь от Момидзи, она приходит в дом семейства Цувабаки. Цувабаки берут её на пикник, там девочка забредает в лес, где её похищает Момидзи. Кэйта Цувабуки отправляется на поиски Итико. | |                  |
| 06 | Открой глаза «Me o Akerooooo!!!!» (目を開けろぉぉぉぉ!!!) | 8 августа 2012   |
| Итико удается сбежать от Момидзи, но она узнает, что Цувабаки пропал, пытаясь найти её. Она понимает, что он и его семья — это то, чего ей так не хватало в детстве. Заручившись поддержкой Момо, Итико находит Кэйта, но он в критическом состоянии, фактически на грани смерти. Единственный вариант спасти его — поделиться с ним энергией удачи. | |                  |
| 07 | Так ты у нас пример девочки, которою растили как мальчика? / Никогда не забуду про сегодня!! «Iwayuru Otoko Toshite Sodaterarechatta Patān? / Kyō no Koto wa Isshō Wasurenē yo!!» (いわゆる男として育てられちゃったパターン？ / 今日のことは一生忘れねーよ!!) | 15 августа 2012  |
| Полиция пытается арестовать Итико, случайно оказавшуюся на месте преступления и она сваливает всю вину на мимо проходящую девушку, одетую как парень. Эта девушка оказывается новой студенткой в классе Итико, Раммару. Она вызывает Итико на поединок и проигрывает его из-за неудачного стечения обстоятельств. После поединка ей помогает Кэйта и Раммару влюбляется в него с первой секунды. Момидзи и Итико, руководствуясь своими корыстными планами, пытаются сделать из Раммару настоящую девушку. | |                  |
| 08 | Зови меня по имени «Namae de Yonde» (名前で呼んで) | 22 августа 2012  |
| Одноклассники Итико решили отомстить более удачливой однокласснице, похитили её и спрятали в старом здании школы. Раммару прибывает, чтобы спасти её. Итико удается сбежать, а старое здание рушится, погребая под завалами её спасительницу Раммару. | |                  |
| 09 | Ты же пошутила, да? / За две минуты такого не бывает!!! «Eh!!! Ima Saratto Ittane!? / Nifun de Kōnaru Wake Nē Daro!!!!» (え!!!今さらっと言ったね!? / 2分でこうなるワケねーだろ!!!)                                                                            | 29 августа 2012  |
| Итико с Момидзи играют в теннис 2 на 2, мало заботясь о здоровье и моральном состоянии своих партнеров. Сыграв в ничью они устраивают следующий поединок — на этот раз кулинарный. | |                  |
| 10 | Скормили ребёнку ненавистную тыкву, подмешав её в тушёное мясо. «Kabochagirai no Kodomo ni Kabocha Tabesasu tame Kossori Shichū ni Mazeteoku mitaina Mon Desu yo» (カボチャ嫌いの子供にカボチャ食べさすためこっそりシチューに混ぜておくみたいなもんですよ)    | 5 сентября 2012  |
| Итико подбирает на улице бездомного котенка Таму. Ей является туалетный бог Ибуки с предупреждением: он говорит что все её близкие в опасности рядом с ней. Момидзи обманом похищает почти всю энергию удачи Итико. | |                  |
| 11 | Это кто? «...Dare!?» (…誰!?) | 12 сентября 2012 |
| Итико с Раммару идут в баню, где они встречаются со всем семейством Цувабуки. Парни все время пытаются подглядеть за девушками и некоторым это даже удается. Итико понимает, что Момидзи ненавидит мыться и вместе с Раммару они насильно заставили её искупаться вместе с ними. | |                  |
| 12 | Когда-нибудь назови меня по имени «Itsuka Namae de Yonde» (いつか名前で呼んで) | 19 сентября 2012 |
| После того, как Момидзи помылась, она стала абсолютно другим человеком. Итико считает это простой хитростью, чтобы украсть её удачу. Но вскоре её подозрения рассеиваются и они становятся настоящими подругами. | |                  |
| 13 | Ты сама знаешь ответ «Sore Mō Kotae Deteru daro» (それもう答え出てるだろ) | 26 сентября 2012 |
| Итико узнает, что если Момидзи не вернет свои силы до заката солнца, то она превратится в куклу, и личность Момидзи исчезнет навсегда. | |                  |